# Guillem Alsina i Soto
Guillem Alsina i Soto (Barcelona, 26 d'abril de 1938) va ser un destacat nedador català.
Nedador del Club Natació Barcelona del 1949 al 1960, va ser internacional amb la selecció espanyola, a més de quatre cops campió d'Espanya de 100 i 200m braça, així com medalla d'argent dels Jocs del Mediterrani a Beirut'1959, i participant en els Campionats d'Europa de Budapest'1958 i als Jocs Olímpics de Roma'1960.
Un cop retirat fou entrenador de natació des del 1961 al 1982 en diferents clubs catalans i portuguesos, a més de directiu i àrbitre de natació encara en actiu. Va començar a escriure articles tècnics i d'història de la natació en el butlletí del C.N. Barcelona i va col·laborar també amb les revistes Crol de la Federació Espanyola, i Natação de la Federació Portuguesa, així com amb diferents butlletins de clubs, i pàgines electròniques.